# Prem Rawat
Pour les articles homonymes, voir Rawat.
 (juin 2023).
L'article doit être relu — et modifié si nécessaire — par des contributeurs indépendants pour apporter un regard critique aux contributions effectuées en violation des conditions d'utilisation de Wikipédia, tant sur la forme (notamment concernant le style encyclopédique, la proportionnalité) que sur le fond (la neutralité de point de vue, la qualité et l'indépendance des sources).
 (novembre 2021).
 (janvier 2024).
Prem Pal Singh Rawat, plus connu sous les noms de Prem Rawat ou Maharaji, né le 10 décembre 1957 à Haridwar, en Inde, est un gourou indien.
Leader d’un nouveau mouvement religieux, les évolutions de son discours et des associations qui relaient son message ont suscité des controverses. Au moins une de ses organisations, Élan vital, est enregistrée comme mouvement sectaire.

## Biographie

### Les années 1957 - 1971
Prem Rawat est le plus jeune des quatre fils de Hans Ram Singh Rawat, plus connu sous le nom de Sri Hans Ji Maharaj (en) et Rajeshwari Devi, sa seconde épouse, également appelée Mata Ji. Son père était un maître indien qui a longtemps parcouru le nord du pays à pied ou en train pour parler de la paix lors de rassemblements improvisés[réf. non conforme]. C’est à l’insistance de son entourage que la Divya Sandesh Parishad, ou Divine Light Mission (en), a été créée en 1960 en partant du principe que « les religions sont une », que « la paix est indivisible » et à la portée de chacun, et que « des individus mécontents et des nations insatisfaites ne pourront jamais promouvoir une paix durable dans le monde »,.
Prem Rawat a quatre ans lorsque son père l’invite pour la première fois à prendre la parole devant une assemblée. Il en a six lorsqu’il lui enseigne quatre techniques de méditation transmises de maître en maître. Il a huit ans lorsque son père décède en 1966. À la fin des treize jours traditionnels de deuil, il est reconnu comme son successeur par celles et ceux à qui il s’était adressé pour alléger leur peine. La veille et le jour même, sa mère, son frère aîné et des responsables de la Mission avaient discuté de la succession à huis clos. Ils n’avaient pas envisagé cette tournure des événements mais l’ont alors acceptée. À plusieurs reprises, Shri Hans Ji Maharaj avait exprimé le souhait que Sant Ji, surnom qu'il avait donné à son plus jeune fils, porte son message au-delà des frontières de l'Inde. Dans cette perspective, il l'avait inscrit à l'école catholique St. Joseph's Academy de Dehra Dun afin qu’il y apprenne l'anglais.

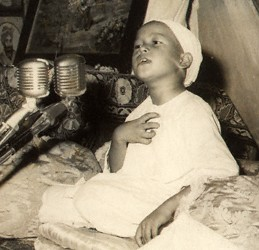
Prem Rawat en 1966, à l'âge de 8 ans, en deuil de son père, Shri Hans Ji Maharaj.

 Au cours de ses premières années passées en Inde, Prem Rawat évolue dans un environnement fortement empreint d’hindouisme, d’autant qu’après le décès de son père, la ferveur de sa mère pour cette religion s’était intensifiée. The Divine Light Mission (Mission de la Lumière Divine) relaie alors ses propos sur la paix et organise pour lui des réunions et des festivals tels que Holi, Guru Puja et Hans Jayanti, ce dernier festival ayant été créé pour honorer la mémoire de son père. Plus tard, ses filiales organiseront des festivals du même type en Occident. Le premier sera le Festival of Love qui aura lieu à l'Alexandra Palace de Londres, en 1973. En raison de l'âge de Prem Rawat, la direction de cette mission est alors assurée par sa famille, notamment par sa mère, Mata Ji, et son frère aîné Satpal Rawat (en), également appelé Bal Baghwan Ji,.
En 1968, il rencontre quelques jeunes Occidentaux venus à Dehra Dun[source secondaire souhaitée] pour l’entendre s’exprimer sur la paix. Ils sont tous hippies et contrastent fortement avec les Indiens qui constituent son public habituel et qui, des plus influents aux plus humbles en passant par les plus érudits, appartiennent à toutes les classes sociales[source secondaire souhaitée].
De retour dans leurs pays respectifs, ils l'invitent à venir y donner des conférences. Sa mère, d’abord réticente à le laisser partir si jeune dans une partie du monde dont elle ignore presque tout, finit par en accepter l’idée,.

### Les années 1971 - 1980
En juin 1971, à l’âge de treize ans, il se rend au Royaume-Uni pendant ses vacances scolaires. Il y est interviewé par la BBC et prend la parole au Festival de Glastonbury. Un mois plus tard, après s’être rendu à Paris puis à Heidelberg il s'envole pour Los Angeles. L’accueil que reçoit son message en Occident est tel qu’il décide, après de difficiles tractations avec sa mère, de ne pas retourner en classe afin de pouvoir répondre aux nombreuses invitations à prendre la parole qui lui sont adressées,.
Peu après, son désir d’autonomie s’affirme. Il a quinze ans lorsqu’il exprime le souhait de ne plus être tenu à l’écart de la gestion de la Mission. Selon le sociologue James V. Downton (en), cela signifiait « qu'il allait empiéter sur le territoire de sa mère et, comme elle avait l'habitude de tout contrôler, qu’une dispute devenait inévitable »,. Celle-ci eut bien lieu et, de ce fait, à partir de décembre 1973, il assume le contrôle administratif de la branche occidentale de l’organisation. Sa mère retourne en Inde, accompagnée de Bal Baghwan Ji qu’elle place à la tête de la branche indienne dont elle conserve le contrôle.
En 1974, à seize ans et après avoir obtenu le statut de mineur émancipé, Prem Rawat épouse Marolyn Johnson, une Américaine de huit ans son aînée. Cette union avec une Occidentale suscite à nouveau une vive désapprobation de la part de sa mère qui considère qu’elle ne se conformait pas à ses vœux et bafouait la tradition hindoue. Elle provoquera une rupture définitive entre eux. Mata Ji qualifiera alors son plus jeune fils de playboy, ne le reconnaîtra plus comme le successeur de Shri Hans en tant que maître et désignera comme tel son fils aîné Bal Baghwan Ji,.
Après ce schisme familial, alors que Prem Rawat sort de l’adolescence, des critiques commencent à émerger dans son entourage. L’affirmation de sa personnalité, ses choix de vie et l‘adulation dont il fait parfois l’objet ne sont pas du goût de tout le monde.
Par ailleurs, des divergences de point de vue quant à son rôle apparaissent. Quelques-uns de ses proches collaborateurs projettent d’assumer seuls la responsabilité de relayer ses enseignements en Occident selon les moyens qu’ils jugeraient les plus appropriés. Cette intention est perçue comme une volonté de le reléguer au statut de simple figure emblématique.
En 1976, les critiques et luttes de pouvoir s’intensifient et finissent par être étalées sur la place publique, principalement aux États-Unis. S’ensuit alors une période de défections d’anciens collaborateurs devenus ouvertement hostiles. Elle est parsemée d’accusations de dérives sectaires relayées par une partie de la presse américaine. Le public de Prem Rawat se réduit alors considérablement et les associations se réorganisent.
En 1977, Prem Rawat devient citoyen américain. Quelques années auparavant, fasciné par les avions depuis son enfance, il avait commencé à prendre des leçons de pilotage dans la perspective de pouvoir se rendre plus facilement auprès des personnes qui souhaitaient l’entendre. En 1979, après avoir obtenu une licence de pilote de ligne, il prend pour la première fois les commandes d’un Boeing 707 acheté d’occasion. Il choisira par la suite de piloter un avion loué, ou un hélicoptère pour les régions difficiles d’accès, afin de répondre aux invitations à parler de paix qui lui sont adressées depuis les cinq continents.

### Les années 1980 - 2001
En 1980, il a 23 ans lorsqu’il décide de tenir compte des particularismes culturels de ses nouveaux publics en abandonnant les termes issus de l’hindouisme ainsi que les rites et traditions de cette religion qui ne subsisteront plus que dans certaines contrées où leur enracinement est profond. Le mot guru est remplacé par celui de « maître » et les réunions centrées sur ses enseignements ne sont plus appelées satsang. Les mahatmas (ou « baïs » lorsqu’il est fait référence à des femmes) venus d’Inde pour enseigner les techniques de méditation sont un temps remplacés par des « instructeurs » occidentaux avant que les avancées de la technologie ne permettent à Prem Rawat de les enseigner lui-même via un DVD lorsqu'il ne peut le faire en présentiel. Ces décisions rendront la nature de son message plus facilement perceptible : son auditoire pourra désormais se focaliser sur le message plutôt que sur une présentation imprégnée de nombreuses caractéristiques de la culture indienne qui s’étaient révélées pour beaucoup sources de distraction, voire de mécompréhension ou de malentendus,,.
En 1983, les ashrams, où vivaient un petit nombre des personnes suivant ses enseignements, sont fermés en Occident.
Avec l'apparition des cassettes vidéo puis des DVD, la fonction d’Elan Vital sera de mettre les supports audiovisuels des conférences de Prem Rawat, en plus des quelques transcriptions écrites précédemment proposées, à la disposition de particuliers et associations susceptibles d’en faire la demande. L’objectif de ce nouveau mode de fonctionnement était de permettre un accès à ses enseignements aussi direct que possible, leur transmission de bouche à oreille, jusqu’alors coutumière, s’étant révélée source d'interprétations très diverses. Le changement de nom de l’organisation répondait au souhait de Prem Rawat de mettre le caractère universel de son message en évidence,:
Des associations de nombreux pays et du même nom adopteront ce mode de fonctionnement simplifié en créant des médiathèques constituées des documents écrits et audiovisuels alors produits, en organisant des projections-vidéo de ses conférences et, à partir de 1998, la réception en direct ou en différé de leurs retransmissions par satellite. Ces retransmissions pouvaient également être réceptionnées à domicile. À l’aide d’un groupe électrogène, elles ont été vues sur des places de villages au Népal, en Inde, dans les Andes, dans le bush australien ou dans les coins les plus reculés de l’Afrique centrale. 

### Les années 2001 - 2010
En 2001, Prem Rawat crée The Prem Rawat Foundation (TPRF) dont l'objectif est de « faire progresser la dignité, la paix et la prospérité afin de répondre aux besoins humains fondamentaux de nourriture, d’eau et de paix ».
En 2004, il crée les Clés, une série d’enregistrements vidéo dans lesquels il aborde plusieurs thèmes dont l’approfondissement pourrait être utile à celles et ceux souhaitant apprendre les techniques qu'il propose comme moyen de trouver la paix en soi.

En 2006 également, Andrea Cagan (en) publie une biographie de Prem Rawat. Son avant-propos est signé par Emilio Colombo, ancien président du Parlement européen et premier ministre italien : 
« Deux définitions de la paix font partie intégrante de notre culture : la paix en tant qu’harmonie et la paix en tant qu’expression d’une justice. La question qui se pose est la suivante : la paix peut-elle réellement exister au sein des nations et des institutions si elle n’existe pas d’abord dans le cœur des êtres humains pour guider leurs actes ? Quelle efficacité y aurait-il à disposer d’une paix de justice si celle-ci n’était pas au préalable ancrée dans le cœur des hommes ? C’est alors qu’au fil de notre quête intime de paix et de plénitude, nous rencontrons le message de Prem Rawat et la pratique intérieure qu’il propose. […] Prem Rawat nous invite à comprendre les fondements mêmes de la vie, à découvrir ce qui se trouve profondément en nous, puis à le projeter dans notre environnement. ».
En 2007, la fondation met en place le Programme d’éducation pour la paix. Il est utilisé pour la première fois dans la prison d’État Dominguez, de San Antonio au Texas,. Ce programme est constitué d’une série de dix ateliers interactifs conçus pour « favoriser la découverte par chacun de ses propres ressources intérieures parmi lesquelles la faculté de se relier à la paix en soi ». Il est librement utilisé par des associations et institutions publiques et privées, entre autres des maisons associatives, universités, centres de formation pour adultes, refuges pour sans-abri, foyers d’aide aux toxicomanes, personnel d’établissements pénitentiaires et détenus,.
En Inde, en partenariat avec la fondation Raj Vidya Kender, elle offre chaque année depuis 2004 des consultations ophtalmologiques gratuites à des centaines de milliers de personnes en grande difficulté.
En mars 2021, les représentants du ministère de la Justice italien et du département de l’Administration pénitentiaire signent un protocole d’accord visant à mettre ce programme en œuvre dans les établissements pénitentiaires italiens à titre d’outil éducatif et de réinsertion.

## Origine de ses enseignements
Ron Geaves (en), professeur de religion comparée, précise que lorsque Prem Rawat donne des conférences, il s’exprime de façon spontanée en s'appuyant sur son expérience personnelle plutôt qu’un ensemble de connaissances théoriques ou théologiques. Toutefois, peu après l’arrivée de Prem Rawat en Occident, un certain nombre de chercheurs ont essayé d’identifier la lignée de maîtres dont il pouvait être issu, conformément à la tradition indienne du Parampara (en).
Pour un certain nombre d'entre eux, dont J. Gordon Melton, la base des enseignements de Prem Rawat serait issue du Sant Mat, ou de la tradition Radha Soami,
Ron Geaves quant à lui, se référant aux déclarations de Prem Rawat sur sa lignée, associe ses enseignements à la tradition établie par Totapuri (de) qui donna naissance à l’Advait Mat (en) dont Ananpuri Ji fut à l’origine. Figureront ensuite dans la chaîne de succession de cette tradition Advaitanand Ji (en) et Swarupanand Ji (en), le maître de Hans Ji Maharaj (en). Il souligne que si les enseignements issus de la lignée Totapuri ont des points communs avec ceux issus de la tradition Radha Soami, et s’ils ont prospéré dans une même secteur géographique, ils sont néanmoins différents.

## Mouvement sectaire
L’arrivée de Prem Rawat en Occident a très tôt été suivie de controverses.
Dans les années 1970, de nombreux sociologues ont décrit Prem Rawat comme un leader charismatique,,.
John Gordon Melton a vu dans ce charisme l'une des raisons de la diffusion rapide de son message parmi des membres de la contre-culture des années 1960. L’engouement que ce charisme suscitait auprès d’un grand nombre d’entre eux, la façon quelque peu exotique voire extravagante dont ils l’exprimaient, les rites et traditions de l’hindouisme dont les enseignements de Prem Rawat étaient alors empreints, ont amené un certain nombre d’observateurs à penser qu’ils se trouvaient face à un nouveau mouvement religieux,,.
Dans son étude de 1982, Paul Schnabel a retranscrit les propos de Van der Lans, professeur de psychologie des religions, pour qui Prem Rawat « semblait encourager ses élèves à une attitude non critique, ce qui leur donnait la possibilité de projeter leurs fantasmes de divinité sur sa personne ». En Inde, les appellations de Sant, Satguru (en) ou Maître Parfait (en) avaient été très tôt attribuées à Prem Rawat,. 
Pour Stephen J. Hunt, avec Prem Rawat la notion de croissance spirituelle ne dérive pas — comme c'est traditionnellement le cas avec d'autres gourous — de son charisme personnel, mais de la nature de ses enseignements et des bénéfices qu'en retirent les individus qui les mettent en pratique.
Pour Ron Geaves, si Prem Rawat pouvait être considéré comme charismatique et s’il illustrait parfois ses enseignements de citations d’origine hindoue, musulmane ou chrétienne, cela ne suffisait pas à affirmer qu’il tentait de créer une nouvelle religion. Il a précisé que ses enseignements étaient dépourvus des dogmes et croyances qui caractérisent les mouvements religieux et qu’il ne se considérait pas comme une figure de proue exemplaire, rôle souvent attribué aux fondateurs de ces mouvements.
L’organisation avait été enregistrée aux États-Unis en 1971 en tant qu’association à but non lucratif sous le nom de Divine Light Mission (en), nom qui lui avait été attribué en Inde à la suite de sa création en 1960. En 1983, alors que Prem Rawat libérait les enseignements qu’il transmettait des traditions et rites qui les avaient accompagnés depuis des générations, elle dépose une déclaration de changement de nom auprès du secrétaire d'État du Colorado (en) et devient Elan vital. 
Pour Libération, Prem Rawat est un chef de secte.
Pour Le Parisien, il s'agit d'un gourou « estimable maître d'une technique unique de méditation intérieure pour ses disciples, dangereux manipulateur pour ses détracteurs » et relaie les témoignages d'anciens adeptes, qui l'accusent d'enrichissement personnel. Le journal indique aussi que son association Elan Vital est inscrite en 1995 dans la liste des 200 groupes sectaires établie par le parlement français.
Le magazine Capital qualifie la formation professionnelle délivrée par Elan Vital d'« illumination », rapportant que cette formation est basée sur une « roue des couleurs » (Success Insights), dont les couleurs sont censées représenter le comportement des participants, par exemple le vert censé correspondre à une docilité envers l’autorité. Le magazine note également qu'une session de base pour une vingtaine de participants est facturée 26 000 euros.
En 1982, le rapport parlementaire d'Alain Vivien, Les sectes en France, présente Elan Vital comme une secte.
À la fin des années 1990, un petit groupe d’anciens disciples ont relancé de manière virulente ce genre d’accusations en utilisant internet pour relayer leur colère, à travers un site qui souhaite démontrer que Prem Rawat serait un manipulateur[source insuffisante].
En 2020, l'UNADFI publie le témoignage d'une Espagnole dont le mari a rejoint la secte Elan Vital de Prem Rawat.

## Publications
- Prem Rawat, Apprendre à s'écouter : comment trouver la paix dans le bruit du monde, Paris, Editions du Seuil, avril 2021, 274 p. (ISBN 978-2-02-145630-1 et 2-02-145630-7, OCLC 1250260989)
- Prem Rawat, Quand le désert fleurit… et autres graines de vie, Éditions Leduc.s, 2019 (ISBN 979-10-285-1369-6)
- Andrea Cagan (en), La paix est possible, Vienne, Albatros, 2009, 395 p. (ISBN 978-3-85219-036-5)
- (en) Ron Geaves, « Globalization, charisma, innovation, and tradition: An exploration of the transformations in the organisational vehicles for the transmission of the teachings of Prem Rawat (Maharaji) », Journal of Alternative Spiritualities and New Age Studies, vol. 2,‎ 2006, p. 44-62.
- Rawat, Prem et Wolf, Burt, (2005) - Inner Journey: A spirited conversation about self-discovery (DVD).  (ISBN 0-9740627-0-7)
- (en) Prem Rawat, The Prem Rawat Foundation presents: Maharaji at Sanders Theatre, Harvard University, 2005 (ISBN 0-9740627-3-1)
- (en) Prem Rawat, Maharaji at Griffith University, 2004 (ISBN 0-9740627-2-3)
- Geaves, Ron, (2002) - From Divine Light Mission to Elan Vital and Beyond: an Exploration of Change and Adaptation, International Conference on Minority Religions, Social Change and Freedom of Conscience, University of Utah at Salt Lake City.
- (en) Jeffrey K. Hadden et Eugene M. Elliot III, « Divine Light Mission/Elan Vital », dans Gordon J. Melton et Martin Bauman (Eds.), Religions of the world: A Comprehensive Encyclopedia of beliefs and practices, ABC-CLIO, 2002 (ISBN 1-57607-223-1)
- (en) Lucy DuPertuis, « How people recognize charisma: the case of darshan in Radhasoami and Divine Light Mission », Sociological Analysis, University of Guam, vol. 47, no 2,‎ 1986.
- (en) James V. Downton, Sacred journeys: The conversion of young Americans to Divine Light Mission, Columbia University Press, 1979, 245 p. (ISBN 0-231-04198-5)
- (en) Charles Cameron (Ed.), Who Is Guru Maharaj Ji?, Bantam Books, Inc., 1973